# Krasnooktiabrski (Krasnodar)
Krasnooktiabrski (del ruso: Краснооктябрьский) es un jútor del raión de Abinsk del krai de Krasnodar en el sur de Rusia. Está situado en el inicio por el sur de las llanuras de Kubán-Priazov, 18 km al nordeste de Abinsk y 53 km al suroeste de Krasnodar, la capital del krai. Tenía 705 habitantes en 2010
Pertenece al municipio Jolmskoye.